# Ammothea carolinensis
Ammothea carolinensis är en havsspindelart som beskrevs av Leach, W.E. 1814. Ammothea carolinensis ingår i släktet Ammothea och familjen Ammotheidae. Inga underarter finns listade i Catalogue of Life.